# 学校法人大阪観光大学
学校法人大阪観光大学（がっこうほうじんおおさかかんこうだいがく）は、大阪府泉南郡熊取町に主たる事務所を置く学校法人である。

## 設置する学校
- 大阪観光大学（熊取町）

### かつての設置校
- 明浄学院中学校（1968年募集停止、2004年廃止）
- 大阪明浄女子短期大学（熊取町、2009年廃止）
- 明浄学院高等学校（大阪市阿倍野区、2022年、学校法人藍野大学に譲渡）

## 沿革
1921年（大正10年）、大阪市内の日蓮宗寺院が、日蓮上人降誕700周年事業として明浄高等女学校を設立したのがルーツである。その後1931年（昭和6年）には宗門を離れており、教育内容に宗教色はない。
「明（あか）く、浄（きよ）く、直（なお）く」を建学の精神とする。

### 年表
- 1921年（大正10年）4月 - 明浄高等女学校設置・開校[2][3]
- 1931年（昭和6年）6月 - 宗門を離れる[2][3]
- 1945年（昭和20年）6月 - 財団法人明浄高等女学校設立認可[2][3]
- 1947年（昭和22年）4月 - 学制改革に伴い明浄学院中学校設置[2][3]
- 1948年（昭和23年）4月 - 学制改革に伴い明浄学院高等学校設置[2][3]
- 1949年（昭和24年）4月 - 法人名称を財団法人明浄学院と改称[3]
- 1951年（昭和26年）3月 - 学校法人明浄学院に組織変更[2][3]
- 1985年（昭和60年）4月 - 大阪明浄女子短期大学開学[2][3]
- 2000年（平成12年）4月 - 大阪明浄大学開学[2][3]
- 2004年（平成16年）9月 - 明浄学院中学校廃止[2][3]
- 2006年（平成18年）4月 - 大阪明浄大学を大阪観光大学に改名[3]
- 2009年（平成21年）8月 - 大阪明浄女子短期大学廃止[2][3]
- 2019年（令和元年）12月 - 大阪地検特捜部は、業務上横領の疑いで元理事長らを逮捕した[5]。
- 2020年（令和2年）
  - 3月16日 - 大阪地方裁判所に民事再生法の適用を申請し、同日、保全管理命令を受けた。負債総額は申請時点で約7億6,000万円[6]。高校・大学は引き続き存続する見込みとなった。
  - 10月2日 - 債権者集会での可決を受け、大阪地方裁判所が再生計画認可を決定。同月下旬に再生計画が確定[7]。
- 2022年（令和4年）4月1日 - 明浄学院高等学校を学校法人藍野大学に経営移管。学校法人明浄学院は「学校法人大阪観光大学」に名称変更し、大阪観光大学のみを経営する[8]。
- 2022年（令和4年）
  - 5月17日 - 大阪地方裁判所から民事再生手続の終結決定を受けた[9]。
  - 12月21日 - 大阪観光大学にて新学校法人発足記念式典･シンポジウムを開催した[10][11]。

### 役員
※2022年（令和4年）4月1日現在
- 理事長：山本健慈[13]　前学校法人明浄学院顧問、元和歌山大学学長、元和歌山大学副学長
- 常務理事：黒田能史　法人本部長
- 理事：山田良治　大阪観光大学学長[14]、前大阪観光大学副学長、元大阪観光大学学長代行、元和歌山大学副学長
- 理事：麦島善光　株式会社ZENホールディングス会長、学校法人理知の杜理事長、株式会社麦島建設元会長
- 理事：印藤弘二　理事職務代行者、弁護士

## 不祥事
明浄学院高等学校の郊外への校舎移転計画（後に中止）を発端とした横領事件により、2019年には本法人の元理事長やプレサンスコーポレーションの代表取締役社長（当時）が逮捕されている。また、その余波で資金繰りが悪化したために、2020年には民事再生法の適用を申請した。なお、2020年10月には再生計画認可。2022年5月、民事再生手続を終結し、大阪地方裁判所よりその旨決定を受けた。